# Zollausschlussgebiet

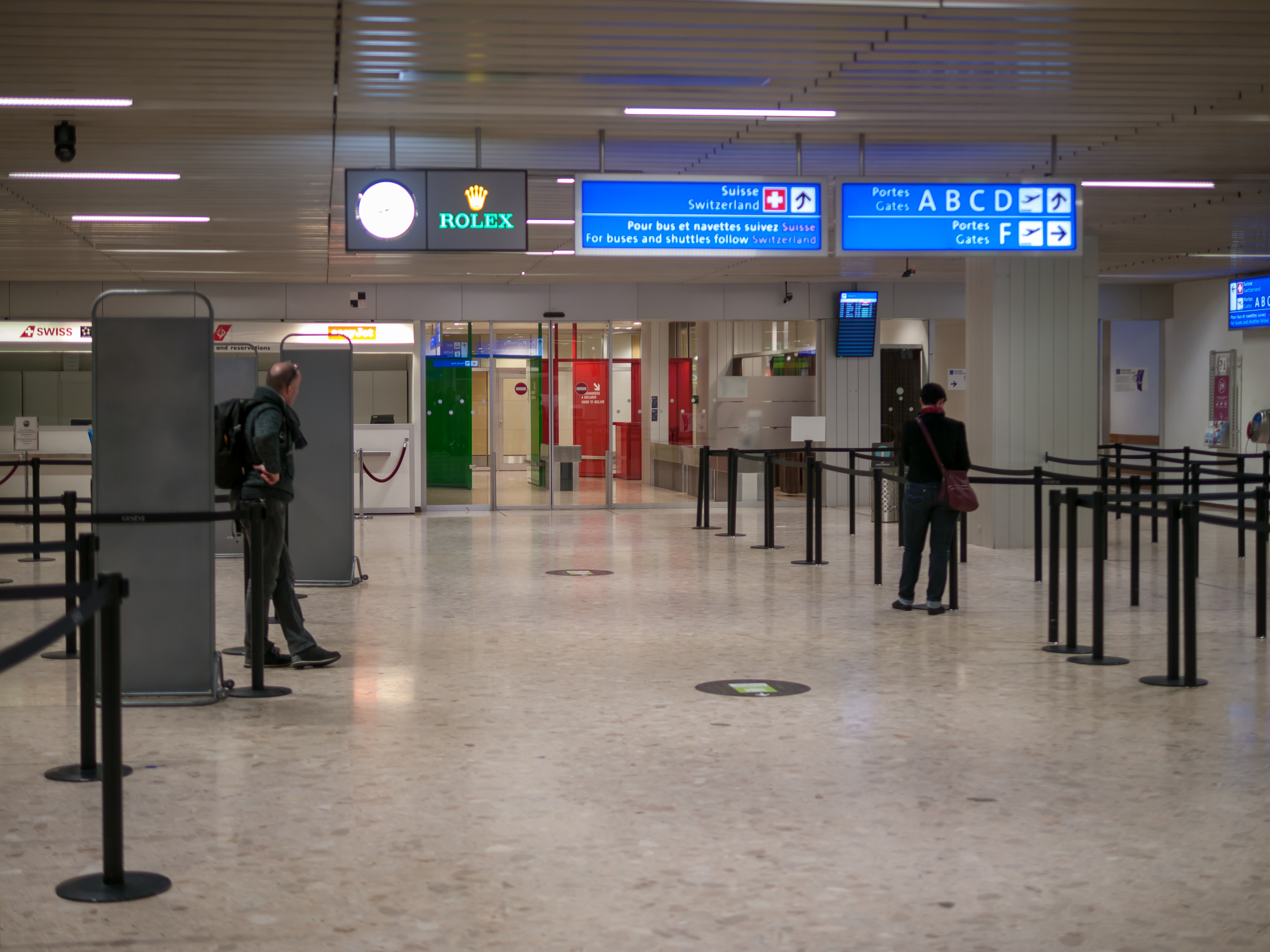
Der französische Teil des Genfer Flughafens ist Zollausschlussgebiet der Schweiz und Anschlussgebiet der Europäischen Zollunion

Unter einem Zollausschlussgebiet im engeren Sinne versteht man ein Gebiet, welches zwar dem Hoheitsgebiet eines Staates A angehört, jedoch der Zollhoheit eines anderen Staates B unterliegt. Es gilt rein begrifflich zu beachten, dass dasselbe Gebiet aus Sicht von Staat A ein Zollausschlussgebiet darstellt, aus Sicht von Staat B jedoch ein Zollanschlussgebiet.
Im weiteren Sinne kann ein Zollausschlussgebiet des Staates A auch dann gegeben sein, wenn das betreffende Gebiet nicht dem Zollanschluss eines Staates B unterliegt, sondern ein eigenständiges Zollgebiet darstellt. Dies kann zum Beispiel eine zollfreie Zone, eine Zone mit stark ermäßigten Zoll- und Steuersätzen oder auch ein Freihafen sein.

## Gründe für Zollausschlussgebiete
Für die Bildung von Zollausschlussgebieten gibt es zwei Hauptgründe. Im ersten Fall handelt es sich um Exklaven, die vollständig vom Territorium eines anderen Staates umgeben sind und deshalb zu dessen Zollgebiet gehören. Im zweiten Fall liegen geographische Gründe vor, etwa fehlende oder nur zeitweilig befahrbare Passstraßen, die ein Gebiet vom eigenen Staat her schwer zugänglich machen.

## Zollfreibezirke
Zollfreibezirke sind Zollflughäfen. Sie gehören damit zum Zollgebiet, werden aber als Zollausland behandelt. Zollfreilager sind in der Schweiz zum Beispiel seit dem 1. Mai 2007 nicht mehr Zollausland, sondern Teil des Zollgebietes. Der frühere Status ergab regelmäßig Probleme bei der Anwendung des übrigen, nicht zollrechtlichen Bundesrechts.

## Beispiele
- Büsingen am Hochrhein im Landkreis Konstanz ist deutsches Zollausschlussgebiet und zugleich Schweizer Zollanschlussgebiet: Die deutsche Gemeinde Büsingen am Hochrhein im Landkreis Konstanz in der Nähe von Schaffhausen ist eine Enklave in der Schweiz, d. h., sie ist komplett von Schweizer Gebiet umschlossen. Bereits von 1947 bis 3. Oktober 1967 war die Gemeinde de facto Schweizer Zollgebiet. Seit 4. Oktober 1967 besteht ein Staatsvertrag zwischen den beiden Ländern, der eine Reihe von Details regelt, die durch diese Lage entstehen. Büsinger Kraftfahrzeuge werden beispielsweise wie Schweizer Fahrzeuge behandelt, müssen aber bei einer eventuellen Einfuhr aus Deutschland verzollt werden. Auch sonst ist Büsingen weitgehend in das Wirtschaftsgebiet der Schweiz eingebunden.
- Das Kleinwalsertal ist seit 1891[1][2] österreichisches Zollausschlussgebiet und somit deutsches Wirtschaftsgebiet (der Vertrag wurde nach dem 1. Weltkrieg wie auch 1945[3] zwischen der Republik Österreich und der Bundesrepublik Deutschland wiederhergestellt).
- Samnaun, Schweizer Zollausschlussgebiet, jedoch kein Zollanschluss an Österreich → Zollfreigebiet.
- Livigno, italienisches Zollausschlussgebiet, jedoch kein Zollanschluss an die Schweiz → Zollfreigebiet. Der Ort ist Zollausschlussgebiet der Europäischen Union. Es wird in Livigno keine Mehrwertsteuer erhoben.
- Helgoland ist deutsches Zollausschlussgebiet. Die aus der Hauptinsel Helgoland und der Nebeninsel Düne bestehende Inselgruppe gehört seit 1890 zum deutschen Staatsgebiet und ist als amtsfreie Gemeinde Helgoland in den Kreis Pinneberg (Schleswig-Holstein) integriert. Für beide Inseln gelten Sonderregelungen: Die Gemeinde ist zwar Teil des deutschen Wirtschaftsgebiets, zählt aber weder zum Zollgebiet der Europäischen Union, noch werden deutsche Verbrauchsteuern erhoben.[4]
- Ceuta und Melilla sind spanische Städte an der nordafrikanischen Küste und der Straße von Gibraltar und gemäß dem Zollkodex der Union vom Zollgebiet der Union ausgenommen.[5]
- Der nördliche, türkische Teil Zyperns, in dem die Regierung Zyperns keine tatsächliche Kontrolle ausübt, ist Zollausschlussgebiet.

### Historisch

#### Jestetter Zipfel (1840–1935)
Der Jestetter Zipfel mit den Gemeinden Lottstetten, Jestetten und Dettighofen hat eine besondere Lage in Deutschland: Er wird auf einer Länge von 55 km von der Grenze zur Schweiz umschlossen und ist im Fahrzeugverkehr vom übrigen Deutschland aus auf deutschem Staatsgebiet nur über eine Landesstraße zu erreichen; eine weitere direkte Straßenverbindung führt über Schweizer Hoheitsgebiet durch das Wangental. Die wichtigste Verkehrsader ist jedoch die Bundesstraße 27, die in Verbindung mit der Schweizer Hauptstrasse 4 von Schaffhausen über das deutsche Jestetten in Richtung Zürich führt. Das Gebiet ist keine Exklave.
Der Jestetter Zipfel entstand Mitte des 17. Jahrhunderts, als die Grafen von Sulz Teile der Landgrafschaft Klettgau verkauften, und zwar den weiter nördlich gelegenen Oberen Klettgau an Schaffhausen und das südlich gelegene Rafzerfeld an Zürich. Im Jahre 1806 wurde die verbliebene Landgrafschaft badisch. In außenwirtschaftlicher Hinsicht praktizierte Baden zunächst den Freihandel. Dies änderte sich 1835, als es dem Deutschen Zollverein beitrat. Die dadurch entstehende Zollgrenze brachte den Bewohnern des Jestetter Zipfels erhebliche wirtschaftliche Schwierigkeiten; die lange Grenzlinie war darüber hinaus kaum zu überwachen.
Dem wurde abgeholfen, indem per Dekret vom 30. Juli 1840 der Jestetter Zipfel mit den Gemeinden Jestetten, Lottstetten und Dettighofen zum Zollausschlussgebiet erklärt wurde, was die zu überwachende Grenze von 55 auf 6 Kilometer verkürzte.
Solange diese Regelung Bestand hatte, bescherte sie den Bewohnern des Gebiets einen bescheidenen Wohlstand, da sie ihre Produkte sowohl in Baden bzw. im Deutschen Reich als auch in der Schweiz zollfrei anbieten konnten. Der zeitweise aufkommende Schmuggel war nicht nur durch Notzeiten bedingt. Benzin war günstiger als in der Schweiz und im übrigen Deutschland; so öffneten an den Hauptstraßen zahlreiche Tankstellen, die zollfreien Treibstoff abgaben.
Nach dem Ersten Weltkrieg lehnte die badische Regierung die Anschlussbestrebung des Jestetter Zipfels rundweg ab. Sie war jedoch bereit, die beiden badischen Exklaven Verenahof und Büsingen am Hochrhein gegen andere Gebiete mit der Schweiz zu tauschen. Der Status als Zollausschlussgebiet wurde im Jahr 1935 aufgehoben.

#### Österreich (bis 1995)
Vor dem Beitritt Österreichs zur Europäischen Zollunion im Jahr 1995 waren auch die österreichischen Gemeinden Jungholz und Mittelberg (Kleinwalsertal) österreichische Zollausschlussgebiete und deutsche Zollanschlussgebiete. Eine Besonderheit betrifft noch die österreichischen Gemeinden Mittelberg im Kleinwalsertal und Jungholz, in denen Verbrauchsteuern aufgrund bilateraler Verträge mit Österreich nach den deutschen Verbrauchsteuergesetzen durch die deutsche Zollverwaltung erhoben werden.

#### Campione d’Italia (bis 2019)
Die italienische Gemeinde Campione d’Italia, sowie der zu Italien gehörende Teil des Luganer Sees zwischen Ponte Tresa und Porto Ceresio, war bis Ende 2019 italienisches Zollausschlussgebiet und de facto Schweizer Zollanschlussgebiet. Campione d’Italia, Provinz Como, am Ostufer des Luganersees, ist eine Enklave in der Schweiz. Es ist wirtschaftlich stark in die Schweiz integriert. Jedoch gab es hier keinen Staatsvertrag. Der zollrechtliche Status war also nur de facto. Seit dem 1. Januar 2020 gehört Campione d’Italia zum Zollgebiet der Union.